# Griffin (Georgia)
Griffin is een plaats (city) in de Amerikaanse staat Georgia en valt bestuurlijk gezien onder Spalding County.

## Demografie
Bij de volkstelling in 2000 werd het aantal inwoners vastgesteld op 23.451.
In 2006 werd het aantal inwoners door het United States Census Bureau geschat op 23.424, een daling van 27 (-0,1%).

## Geografie
Volgens het United States Census Bureau beslaat de plaats een oppervlakte van 37,8 km², waarvan 37,6 km² land en 0,2 km² water.

## Plaatsen in de nabije omgeving
De onderstaande figuur toont nabijgelegen plaatsen in een straal van 16 km rond Griffin.

## Geboren
- John Henry (Doc) Holliday (14 augustus 1851), tandarts, gokker en pistoolvechter in het Wilde Westen.
- Wyomia Tyus (29 augustus 1945), sprintster
- Tyler Magner (3 mei 1991), wielrenner